# Pedro de Pinós
Pedro de Pinós (fallecido c. 1490, Jerez de la Frontera) fue un militar, político y funcionario español de los reinados de Enrique IV y los Reyes Católicos, que ocupó los cargos regidor y veinticuatro de Jerez de la Frontera, alcaide de la ciudad de Cádiz, del Castillo de Chipiona, entre otros. Destacó por su participación en las guerras nobiliarias de Andalucía a favor de los duques de Arcos.

## Biografía
Mencionado como uno de los primeros pobladores de Jerez de la Frontera En 1431, tuvo la tenencia sobre el castillo de Montemolín, por ausencia de su alcaide Diego Fernández de Zurita, de quien fue escudero, perdiendo la misma a favor de Fernando de Guzmán. En 1448 le fue otorgado el cargo jurado de la ciudad, mismo que dejó en 1450 a causa de discordias. Fue considerado uno de sus partidarios más notorios del marqués de Cádiz en el cabildo jerezano. Desde al menos, 1454 ocupaba ya una veintcuatría de la ciudad de Jerez, cuando fue nombrado por Juan Ponce de León, I marqués de Cádiz, como su emisario ante el rey Enrique IV y su consejo para tratar asuntos sobre su casa y sucesión. Sin embargo, desde al menos 1462 se hace patente su condición de vasallo del rey en documentos donde el propio Enrique IV le menciona como tal.
En 1464 fue uno de los dos regidores jerezanos enviados para estudiar la marisma del Sidueña. En 1467 es mencionado por primera vez como alcaide de la ciudad de Cádiz. En 1469 fue enviado nuevamente por el marqués de Cádiz a la corte regia para conseguir el perdón de Enrique IV para sí, su familia y partidarios tras la derrota de su bando en la Guerra Civil Alfonsina, el cual consiguió con gran destreza. Asimismo, trató personalmente con el rey los pactos para la sucesión del marqués y los matrimonios de sus hijos
En 1471 fue enviado como emisario de la ciudad de Jerez a Segovia para querellarse con el rey por insatisfacción de los vecinos al corregimiento del marqués de Cádiz, cuyas quejas fueron desestimadas por el monarca, y no supusieron algún problema para que en 1471, Pinós fuera nombrado alcaide-asistente de la ciudad de Cádiz por el marqués de Cádiz, Rodrigo Ponce de León (más tarde primer duque), siendo el primero en recibir el cargo, mismo que ocupó hasta 1474.
Fue uno de los caballeros que recibieron a los Reyes Católicos en su entrada a la ciudad de Jerez en 1474, cuando García Dávila les hizo jurar los fueros de la ciudad. En 1475 fue nombrado regidor de la ciudad de Jerez de la Frontera. En 1477 los Reyes Católicos le otorgaron el cargo de aposentador de la Feria de Jerez, el cual declinó tres años después a favor del ayuntamiento tras una polémica por la competencia del nombramiento. En torno a 1484 fue nombrado alcaide del Castillo de Chipiona por el duque de Cádiz.

## Muerte
Se desconoce la fecha exacta de su fallecimiento, sin embargo, en 1490 hizo testamento en Jerez de la Frontera, dejando por albacea a la marquesa de Cádiz.